# Баузер, Мюриел
Мю́риел Эли́забет Ба́узер (англ. Muriel Elizabeth Bowser; род. 2 августа 1972, Вашингтон) — американский политический и государственный деятель, член Демократической партии. Мэр округа Колумбия (с 2015).

## Биография
Родилась в католической семье Джона и Джоан Баузеров, младшая из шестерых их детей, на десять лет моложе наиболее близкого ей по возрасту — брата Марка. В 1994 году Джон Баузер предпринимал неудачную попытку избрания в Совет округа Колумбия. Мюриел Баузер окончила Четэмский университет в Питтсбурге (Пенсильвания), который тогда считался женским колледжем. Некоторое время работала представителем страховой компании State Farm в Филадельфии, затем поступила в школу государственного управления Американского университета в своём родном Вашингтоне, где получила степень магистра в политике. В 2000 году поселилась в вашингтонском районе Риггс-парк, в 2004 году была избрана в районную консультативную комиссию (Advisory Neighborhood Commission).
В 2006 году Баузер вошла в команду члена городского совета Эдриана Фенти, который начал кампанию за избрание мэром, а после его победы вступила в борьбу за освободившееся место в Совете округа Колумбия и также добилась успеха, получив на дополнительных выборах 40 % голосов и опередив 18 своих соперников.

### В должности мэра округа Колумбия
4 ноября 2014 года победила на выборах мэра округа Колумбия с результатом 53,9 % против 35,3 % у сильнейшего из её соперников — независимого кандидата Дэвида Катания (республиканцы в выборах не участвовали). 2 января 2015 года вступила в должность.
6 ноября 2018 года переизбрана мэром с результатом 76 %, но наблюдатели отметили и её локальную неудачу — Баузер оказала всемерную поддержку кандидатке на место депутата городского совета Дионне Ридер (Dionne Reeder), которая должна была избавить мэра от серьёзной противницы — действующего депутата Элиссы Сильверман, но своей цели не добилась.
6 января 2021 года объявила чрезвычайное положение на 15 суток до 21 января из-за беспорядков, в ходе которых сторонники президента Трампа, отказывающиеся признать победу на выборах Джо Байдена, захватили Капитолий.
Объявила в Вашингтоне, округ Колумбия 11 апреля 2025 года днём Александра Овечкина.

## Личная жизнь
21 мая 2018 года Баузер публично объявила, что усыновила грудного ребёнка. Таким образом, она стала первой в истории города матерью-одиночкой в должности мэра.